# Василиск

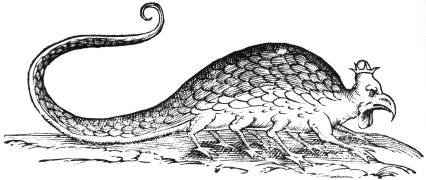
Изображение василиска из книги Альдрованди «История змей и драконов» (Болонья, 1640)

Васили́ск (от др.-греч. βᾰσῐλίσκος — «царёк»; также лат. basiliscus, regulus, англ. basilisk, cockatrice) — существо, упоминаемое в различных источниках.
В Библии, по мнению ряда комментаторов, — одно из названий опасной ядовитой змеи. Хотя точное отождествление затруднено, в тех или иных местах может обозначать кобру или гадюку.
В «Естественной истории» Плиния Старшего василиск — змея, наделённая мифическими чертами. В иных источниках — мифический чудовищный змей. В частности, лужичане считали, что василиск — петух с крыльями дракона и хвостом ящерицы.
В современной зоологии василисками называется род ящериц из семейства Corytophanidae, обитающих в Южной Америке. Они названы так из-за наличия у самцов на затылке треугольного гребня, вызывающего ассоциацию с мифическим василиском.

## Василиск в Библии
В Библии слово «василиск» впервые появляется в переводе Ветхого Завета с иврита на древнегреческий язык (Септуагинта, III—I века до н. э.) и латынь (Вульгата, IV—V века). Также употребляется в русском Синодальном переводе (XIX век).
В еврейском тексте, Танахе, прямого аналога слова «василиск» нет. В частности, в 91 псалме Танаха (соответствует 90-му псалму греческого и русского текста Псалтири) место этого слова занимает др.-евр. «פתן»‬ («кобра»), а в Книге пророка Исаии Танаха — др.-евр. «אפעה»‬ («гадюка»).
Кроме того, «василиск» из Синодального перевода Второзакония соответствует еврейскому слову сараф («жгучий»), которое может обозначать ядовитых змей; а в Книге пророка Иеремии ему соответствует еврейское слово цефа, или цифони, обозначающее ядовитую змею — восточную гадюку (Vipera xanthina).

### Септуагинта
Слово «василиск» (др.-греч. «βᾰσῐλίσκος») в греческом тексте Ветхого Завета, Септуагинте, упоминается дважды — в 90-м псалме (Пс. 90:13) и в Книге пророка Исаии (Ис. 59:5, в греческом тексте стиха).
Кирилл Александрийский, объясняя место из Книги пророка Исаии, указал, что василиск — это детёныш аспида: «Но они ошиблись в расчёте, и им пришлось испытать то же, чему по великому неразумию подвергаются те, которые разбивают яйца аспидов; потому что, разбивши их, ничего другого в них не находят, кроме василиска. А этот зародыш змия очень опасен, и притом это яйцо — негодное».
Такая трактовка противоречит тому, что в Ис. 14:29 говорится, будто плодами аспида являются «летучие драконы». Однако источники различают мифических летучих змей, в которых тогда верили, и василисков.
В греко-русском словаре Дворецкого ἀσπίς, ἀσπίδος (аспид) обозначают змею видов Coluber aspis, Coluber haye или Naia haye.

### Западноевропейские переводы
Латинский текст Библии, Вульгата, содержит слово «basiliscum» (оно присутствует в 90 псалме), форму винительного падежа для лат. «basiliscus». (Последнее происходит от др.-греч. «βασιλίσκος».)
Русскому слову «василиск» соответствуют английские cockatrice и basilisk, и в английской Библии короля Иакова первое из них упоминается четырежды: трижды в Книге пророка Исайи (Ис. 11:8, Ис. 14:29, Ис. 59:5 — в Синодальном переводе слово «василиск» не присутствует) и один раз в Книге пророка Иеремии (в том же месте, что и его русский аналог в Синодальном переводе).

### Синодальный перевод

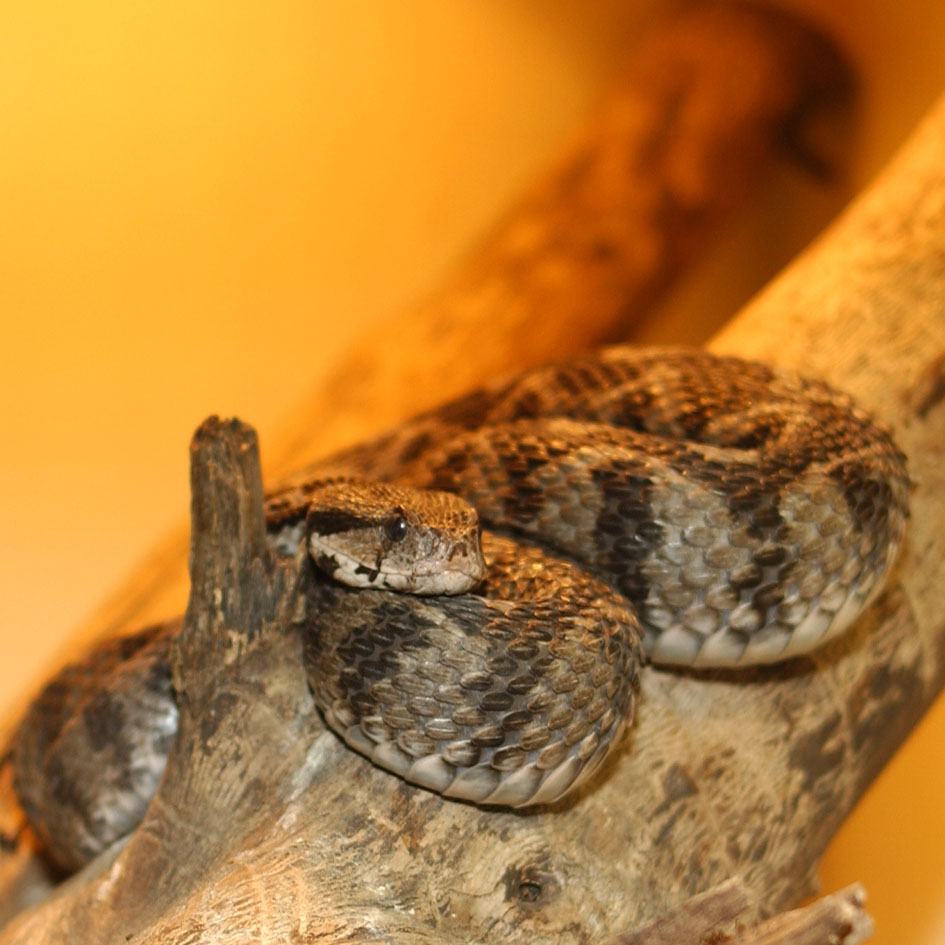
Малоазиатская гадюка (Vipera xanthina)

В Синодальном переводе василиск упоминается трижды.
Из описания во Второзаконии можно заключить, что василиски входят в число опасных обитателей пустыни, от которых Бог избавил еврейский народ во время его скитаний (Втор. 8:15), Иеремия же пишет о василисках, перечисляя грядущие кары Божии (Иер. 8:17). Наконец, это существо упоминается в 90-м псалме:
«на аспида и василиска наступишь; попирать будешь льва и дракона» (Пс. 90:13), — здесь василиск фигурирует в числе грозных опасностей, от которых Господь обещает хранить праведника.

### Толкование в библеистике
В «Еврейской энциклопедии Брокгауза и Ефрона» указаны некоторые варианты отождествления василиска с теми или иными видами змей, но точное решение вопроса признано затруднительным.
В Библейской энциклопедии Брокгауза указано, что «василиск» из Синодального перевода соответствует, в зависимости от конкретного места, разным словам древнееврейского текста, одно из которых (цефа, или цифони) соответствует виду Vipera xanthina.
В «Толковой Библии» под редакцией А. П. Лопухина василиска из 90-го псалма отождествляют с индийской очковой змеёй.
В толковании раннехристианского святого и богослова Иоанна Кассиана василиск служит образом бесов и дьявола, а яд василиска — образом зависти.

## Античные представления

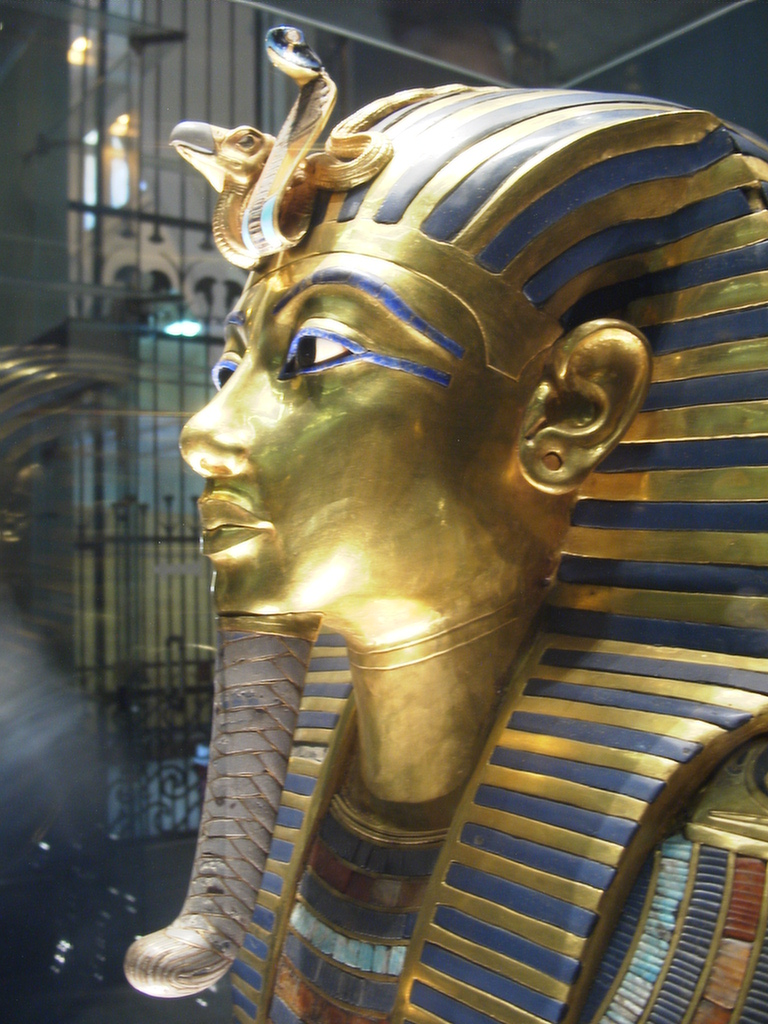
Урей на лбу маски Тутанхамона

Предположительно, миф пошёл с описания маленькой ядовитой змейки, считаемой в Египте священной, от шипения которой разбегаются все животные и змеи, которую упоминали Аристотель в IV веке до н. э. и Псевдо-Аристотель.
Описание василиска как мифического существа присутствует в «Естественной истории» Плиния Старшего (I век н. э.), написанной, в том числе, на основе трудов греческих историков и хронистов. Согласно ему, василиск обитает в окрестностях Киренаика, его длина достигает 30 см, с белым пятном на голове, напоминающим диадему. Некоторые энциклопедии конца XIX века приписывали Плинию отсутствующие у него слова, что змей жёлтого цвета и имеет наросты на голове. От шипения василиска убегают все змеи. Передвигается извиваясь не как другие змеи, а поднимая кверху свою среднюю часть. Обладает способностью убивать не только ядом, но и взглядом, запахом, сжигает траву и ломает камни. Лукан писавший в те же годы, что и Плиний, считал, что василиск появился из крови убитой Горгоны Медузы, тоже обладающей окаменяющим взглядом.
Плинию вторит Гай Юлий Солин в III веке, однако с небольшими отличиями: длина змеи около 15 см, пятно в виде белой повязки, не упоминает смертельный взгляд, а только крайнюю ядовитость яда и запаха. Его современник Гелиодор писал о василиске, который одним своим дыханием и взглядом сушит и губит все, что ему попадается.
Плиний писал о предании, что однажды всадник ударил василиска копьём, но яд потёк по древку и убил всадника и даже коня. Схожий сюжет встречается в поэме Лукана о том как василиск убивает отряд воинов, но один из воинов спасается, отсекая себе руку заражённую ядом василиска, потекшим по копью.

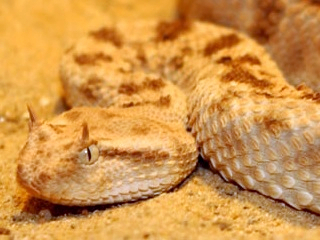
Рогатая гадюка

Плиний писал, что ласки могут убить василиска своим запахом, залезая в его нору, но при этом умирают сами. О вражде василисков и ласк упоминалось и в труде приписываемом Демокриту, жившему в III веке до н. э. Начиная со II века н. э. пошло поверье, что василиск погибает от крика петуха, и поэтому советовалось носить этих животных в клетке.
Из глаз и крови василисков якобы можно было изготавливать различные амулеты и снадобья.
«Иероглифика» IV века н. э. повествует, что египтяне имели иероглиф со змеёй, которую называли «уреем», что по-гречески значило «василиск», и он обозначал «вечность». Египтяне верили, что змея этого вида бессмертна, дыханием она способна убить любое другое существо, её изображали над головами богов. Этот иероглиф изображал Солнце и богиню-кобру Уаджит — покровительницу Нижнего Египта. Золотая фигурка урея крепилась на лбу фараонов как часть царского головного убора.
Биолог И. И. Акимушкин и другие авторы предполагали, что василиск — это рогатая гадюка. Её изображение с рожками было египетским иероглифом, обозначавшим звук «ф», и могло быть принято Плинием Старшим за змею с короной, что и породило греческое название змеи «василиск» — «царь». Движение «боковым ходом», соответствующее описанию Плиния, характерно для нескольких видов пустынных гадюковых змей Африки и Ближнего Востока. Однако «узор белого цвета в виде диадемы» указывает скорее не на рогатую гадюку, а на эфу (Echis).

### Рождение из птичьего яйца

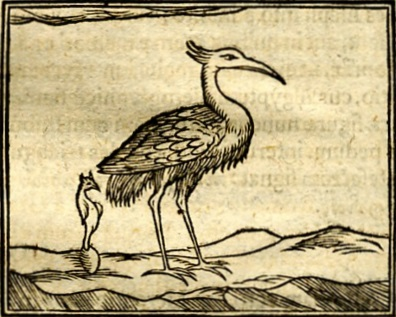
Василиск, вылупившийся из яйца птицы ибис. Гравюра Пьерио В. Б., 1556

По античному поверью, василиски рождались из яиц птицы ибис, которая питаясь яйцами змей, сама иногда откладывает собственные яйца через клюв (возможно, это интерпретация образа ибиса со змеиным яйцом в клюве). Записи о поверье сохранились у писателей IV века: богослова Кассиана, знатока Египта, утверждавшего, что «нет сомнения, что василиски рождаются из яиц птицы, которую в Египте зовут ибисом», и Аммиана Марцеллина, у которого рассказ о василиске следует сразу после упоминания египетского поверья. Гай Юлий Солин в III веке также писал о поверье, что ибисы пожирают крайне ядовитых змей, и откладывают яйца ртом.
О том же писали медик Т. Браун XVII века в критическом труде «Ошибки и заблуждения» и зоолог-путешественник А. Э. Брем XIX века, приводившие ссылку на средневековое издание В. Б. Пьерио, с иллюстрацией василиска, вылупившегося из яйца ибиса. Они объясняли поверье тем, что поедание ядовитых и заразных змеиных яиц заражает змеёнышами яйца самих птиц. Поэтому египтяне разбивали находимые яйца ибисов, чтобы не вылупились василиски, хотя в то же время обожествляли этих птиц за поедание змей.

## Средневековый змей-петух

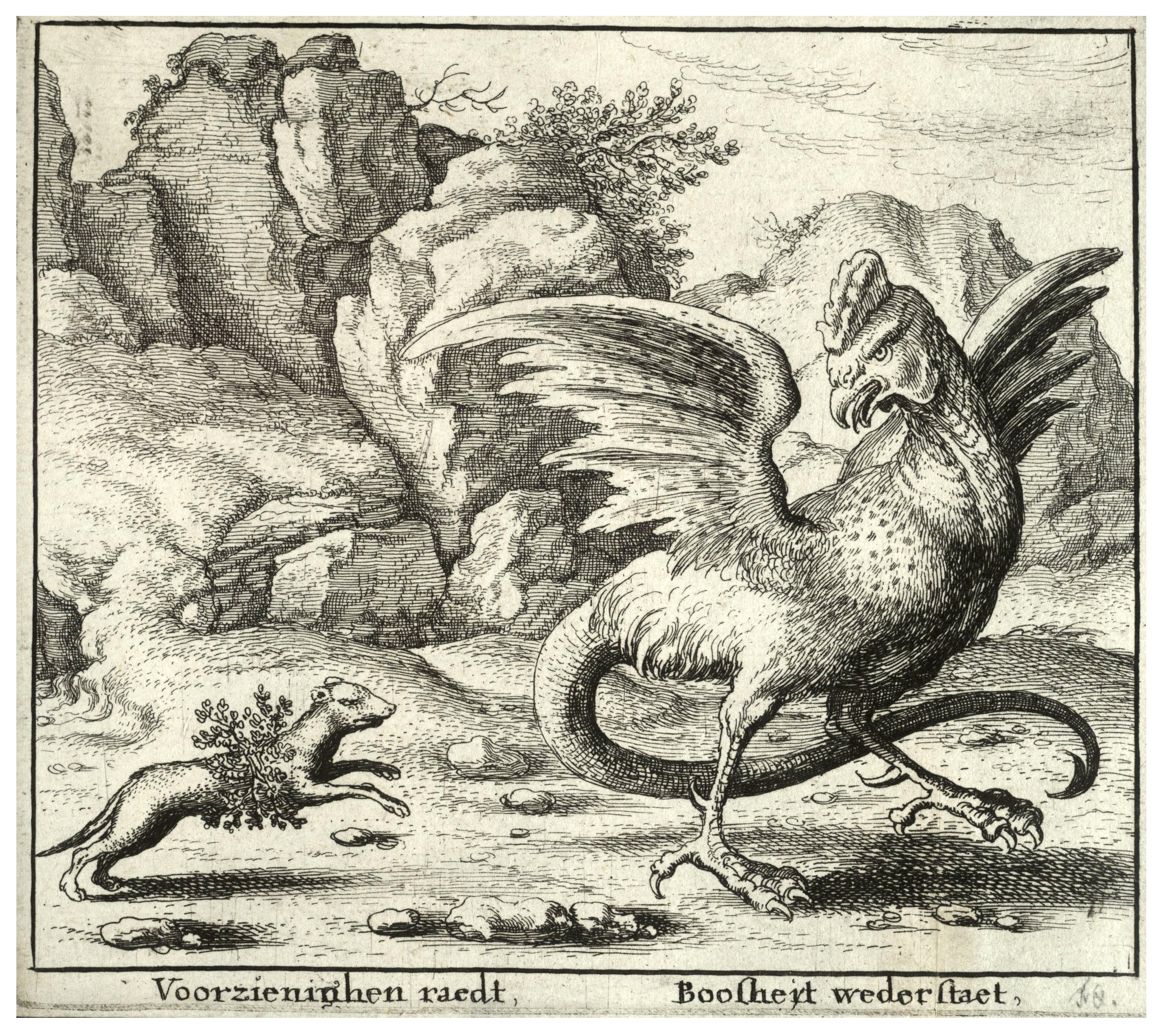
«Поединок хорька с василиском». Гравюра Вацлава Холлара, XVII век

В Средние века образ василиска был дополнен новыми деталями, согласно которым он вылупляется из яйца, снесённого старым петухом, положенного в навоз и высиженного жабой. Изменились и представления о внешнем виде: василиска стали изображать в виде петуха со змеиным хвостом, иногда с туловищем жабы, хотя имелись и другие варианты. Первое подобное упоминание встречается у Пьера де Бове в начале XIII века. Он повторяет описание Плиния, описывая василиска как хохлатого змея, но также упоминает, что иногда его изображают как петуха со змеиным хвостом, приводя подобное изображение, и что иногда он рождается от петуха. Несмотря на то, что вера в василиска была сродни церковным догматам, которые отрицать было нельзя, Альберт Великий в XIII веке считал выдумками истории о крылатом василиске, рождённом из петушиного яйца.

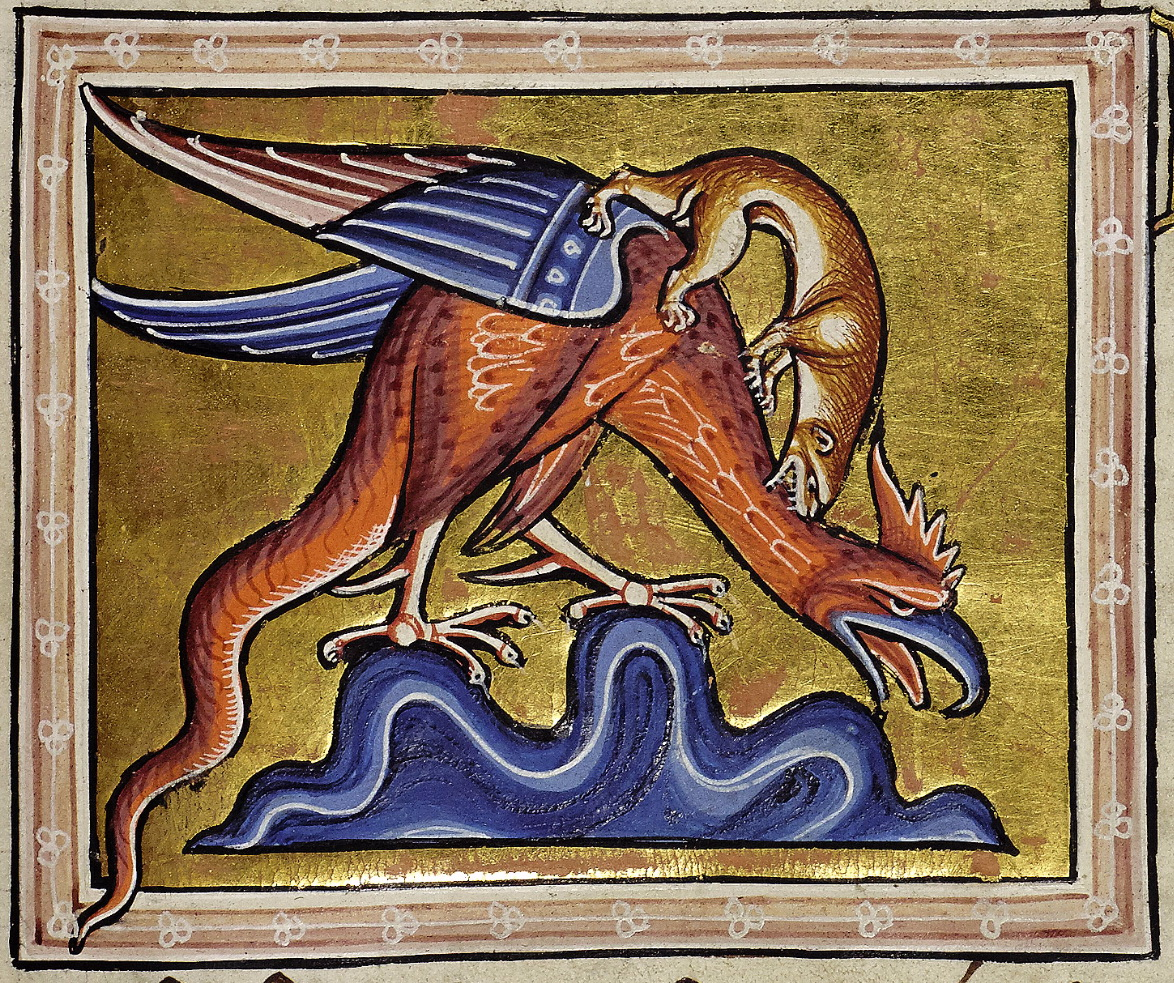
Хорёк нападает на василиска. Страница из Абердинского бестиария

Также было поверье, что если отразить взгляд василиска зеркалом, то тот умрёт, увидев себя самого, подобно Горгоне Медузе. Это суждение вызвало саркастическое замечание исследователя XI века Аль-Бируни: «Почему же эти змеи до сих пор не уничтожили друг друга?». В XIII веке появились сборники новелл «Римские деяния», и его дополненная редакция «История сражений Александра Великого», в которых василиск, сидя на стене крепости (в другом варианте — на горе), взглядом убивает много воинов, и тогда Александр Македонский приказывает сделать зеркало, посмотрев в которое, змей убивает самого́ себя.
Существует средневековое поверье, отражённое в том числе в текстах рукописных бестиариев, согласно которому хорьки, горностаи или ласки способны одолеть василиска. Так в Абердинском бестиарии в тексте, посвящённом василиску, говорится, что «люди помещают их [ласок] в пещеры, где прячутся василиски. Василиск, увидев ласку, убегает; ласка же преследует и убивает его». Позже мотив проник в изобразительное искусство более позднего времени.
По представлениям лужичан, василиск — это петух с крыльями дракона, когтями тигра, хвостом ящерицы, клювом орла и зелёными глазами, на голове которого находится красная корона, а по всему телу — чёрная щетина (чешуя), хотя он может выглядеть и как большая ящерица.
Схожее поверье существует в литовских сказаниях об летучем змее Айтварасе. Он вылупляется из яйца чёрного петуха, которого надо держать в доме 7 лет. По ночам он приносит хозяевам деньги и пищу, например сметану, которую отрыгивает в посуду.
Поляки считали, что василиск сотворён дьяволом.

## Скепсис и криптозоология

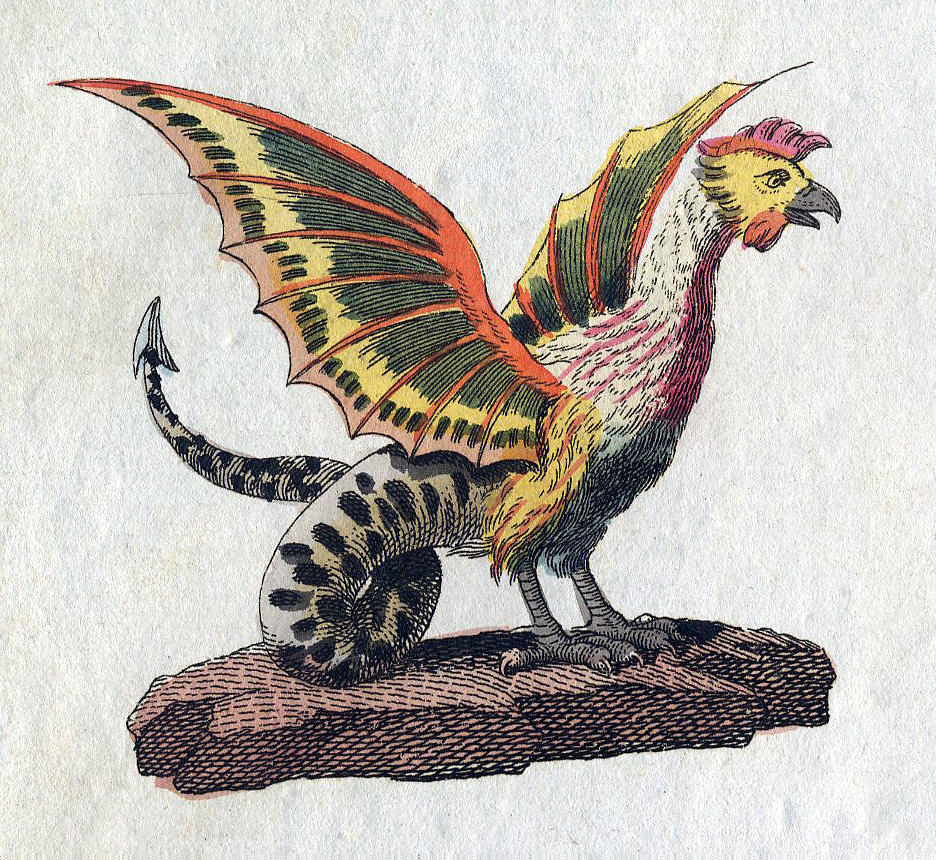
Изображение василиска из книги Фридриха Бертуха, 1806 г.

С расцветом естественных наук в эпоху Возрождения о василиске упоминается всё реже.
Последнее упоминание о «встрече» с ним в Варшаве датируется 1587 годом. Двумя десятилетиями ранее естествоиспытатель Конрад Геснер скептически высказался относительно существования василиска. Эдвард Топселл в 1608 году говорил, что петух со змеиным хвостом возможно существует, но не имеет ничего общего с василиском. Т. Браун в 1646 году идёт ещё дальше: «Это существо — не только не василиск, но и вообще не существует в природе».

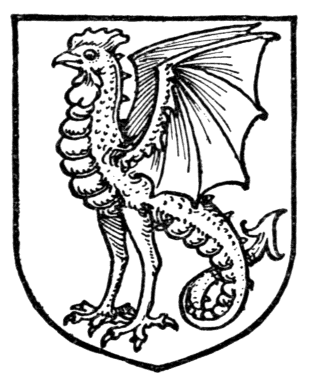
Геральдический кокатрис из «Путеводителя по геральдике» Arthur Charles Fox-Davies

Африканист и натуралист Н. Н. Непомнящий предположил, что стих Библии о рождении василисков из яиц аспида (в греч. оригинале стиха Ис. 59:5) и образ василиска — змеепетуха, являются искажением египетского поверья о птице ибис. Которая, по поверью, поедала василисков, из яиц которой они же рождались.
Иногда за василиска принимались просто предметы странной формы. Например, в 1202 году в Вене за него был принят обнаруженный в шахте колодца кусок песчаника, похожий на петуха, что вместе со зловонием подземного сероводорода привело суеверных жителей в ужас, и это событие было занесено в анналы города. В 1677 году надпись об этой «встрече с василиском» была выбита на каменной плите и установлена на этом колодце. И лишь в начале XX века профессор-исследователь спустился в колодец и обнаружил камень, ввиду причудливой формы принятый за «василиска».

### Другие версии
Д. Б. Де Тони, комментируя работу Леонардо да Винчи, цитировавшего Плиния, предположил, что по описанию василиск похож на варана.
В Европе были распространены мистификаторы: создавая чучела, они искусно соединяли части тела разных животных и выдавали их за «сказочных существ». Например, за василиска выдавался скат. Большинство его изображений, относящихся к XVI—XVII векам, основано именно на таких муляжах.

## Образ василиска в культуре
Василиск, наряду с аспидом, львом и драконом, на основании 90-го псалма входит в число зооморфных изображений бесов или дьявола, принятых в христианском искусстве.
На стадии становления христианской иконографии периода IV — начала IX веков византийские мастера прибегали к условному языку символов. Христос над аспидом и василиском изображался на щитках византийских лампад.
«Христос-победитель, попирающий аспида и василиска» — один из редких вариантов иконографии Иисуса Христа. Среди известных образцов можно назвать рельеф IX века на слоновой кости из Оксфордской библиотеки. Аналогичная композиция изображена в конхе южной апсиды собора Сан Джусто в Триесте. В левой руке Христос держит раскрытую книгу, а правой благословляет. Местные святые Иуст и Сервул располагаются по сторонам от него.
«Образ Христа, попирающего аспида и василиска, в южной апсиде, очевидно, восходит к мозаике Архиепископской капеллы в Равенне. Он встречается также на одной из стуковых панелей в Баптистерии православных в Равенне и был представлен в мозаике не сохранившейся базилики Санта Кроче (1-я половина V века), известной по описанию хрониста Андреа Аньелло».
Одна из икон Божией Матери, относящаяся к XVIII веку, носит название «На аспида и василиска наступиши». Она изображает Божию Матерь, попирающую силы зла.
В эпоху Возрождения василиск довольно часто упоминался в многочисленных богословских текстах и бестиариях как образ порока. Во времена Шекспира им называли проституток, хотя сам английский драматург упоминал его только как классического змея со смертоносным взглядом.
В поэзии XIX века христианский образ василиска-дьявола начинает тускнеть. У поэтов-романтиков Китса, Кольриджа и Шелли василиск более подобен благородному египетскому символу, чем чудовищу. В «Оде к Неаполю» Шелли призывает город: «Будь, как имперский василиск, сражай врагов невидимым оружьем».
В геральдике василиск — символ могущества, свирепости и царственности.

### В современной культуре
Существует мнение, что в современной культуре василиск не имеет большой популярности и особого символического значения, в отличие, например, от единорога и русалки. Потенциальную мифологическую нишу василиска прочно занял дракон, чьи мифологические корни гораздо древнее и обширнее.

### Комментарии
1. ↑  В переводе И. Ю. Шабага ошибка: «до двенадцати локтей», что значит до 5 метров.